# Kashtiliash IV

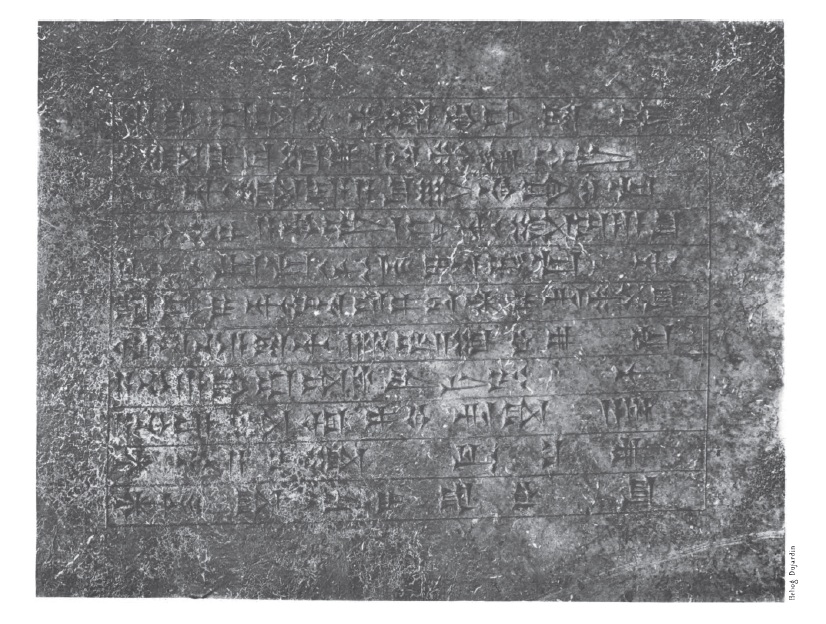
Tablilla de Akaptaha, recordando una donación de tierra de Kashtiliash IV

Kastiliash IV fue un rey de la dinastía casita de Babilonia que reinó durante el período 1232 a. C.-1225 a. C.
Fue hijo y sucesor de Shagarakti-Shuriash. En el momento de la sucesión, la situación política de Babilonia pasaba un grave momento de debilidad, amenazada por Untash-GAL de Elam y por Tukulti-Ninurta I de Asiria. El primero que atacó fue Untash-GAL, desconociéndose la fecha exacta, aunque debió ser en los últimos años del reinado de Kastiliash. 
Sin embargo, el ataque decisivo fue el de Tukulti-Ninurta. En una inscripción, afirma que se enfrentó personalmente con el babilonio, le venció y se lo llevó encadenado a Asiria. Numerosos babilonios fueron ejecutados o deportados. La estatua de Marduk fue robada, y permaneció en Asiria durante más de un siglo.
Según la versión asiria, Babilonia fue gobernada por virreyes durante siete años, hasta que los nobles babilonios se sublevaron e instalaron en el trono a Adad-shum-usur. Sin embargo, no concuerda con la lista real babilónica, que intercala tres nombres entre Kastiliash IV y Adad-shum-usur. No se sabe a ciencia cierta por consiguiente si estos tres personajes fueron reyes de Babilonia o virreyes designados por Asiria. Los nombres en cuestión son los de Enlil-nadin-shumi, Kadashman-Harbe II, y Adad-shum-iddina.